# Rob Ruijgh
Rob Ruijgh, né le 12 novembre 1986 à Heerlen, est un coureur cycliste néerlandais. Il passe professionnel en 2010 au sein de l'équipe Vacansoleil-DCM.

## Biographie

### Jeunesse et carrière amateur
En 2004, en catégorie junior, Rob Ruijgh remporte avec l'équipe des Pays-Bas le Giro della Lunigiana, une manche de la Coupe du monde UCI Juniors, et termine cinquième du classement de cette dernière. Il participe aux championnats du monde junior.
En 2005, il est recruté par l'équipe continentale belge Amuzza.com-Davo. Il est vainqueur d'étape de l'OZ Wielerweekend, dont il prend la troisième place finale, et sixième de la Flèche ardennaise durant cette saison. En 2006, il rejoint l'équipe continentale néerlandaise Rabobank Continental, réserve de l'équipe ProTour Rabobank. Durant cette saison, il est sixième du Triptyque des Barrages, dominé par son équipe (5 coureurs parmi les 6 premiers), douzième du Paris-Tours espoirs et treizième du Circuito Montañés.
En 2008, Rob Ruijgh court pour la formation Sparkasse, équipe continentale allemande. Avec l'équipe des Pays-Bas des moins de 23 ans, il se classe 16e du Giro delle Regioni, 7e du Tour des Pyrénées, 18e du Tour de la Vallée d'Aoste, et participe aux championnats du monde sur route, où il prend la 59e place de la course en ligne de sa catégorie.
En 2009, il est membre de l'équipe PPL-Belisol. Il remporte en Belgique la course Romsée-Stavelot-Romsée et une étape du Tour de Liège. En août 2009, il intègre en tant que stagiaire l'équipe Vacansoleil. Avec cette équipe, il se classe notamment 5e de la Course des raisins à Overijse et 11e du Tour de Grande-Bretagne. Ce stage lui permet de se voir offrir un contrat professionnel avec cette équipe pour la saison suivante.

### Carrière professionnelle

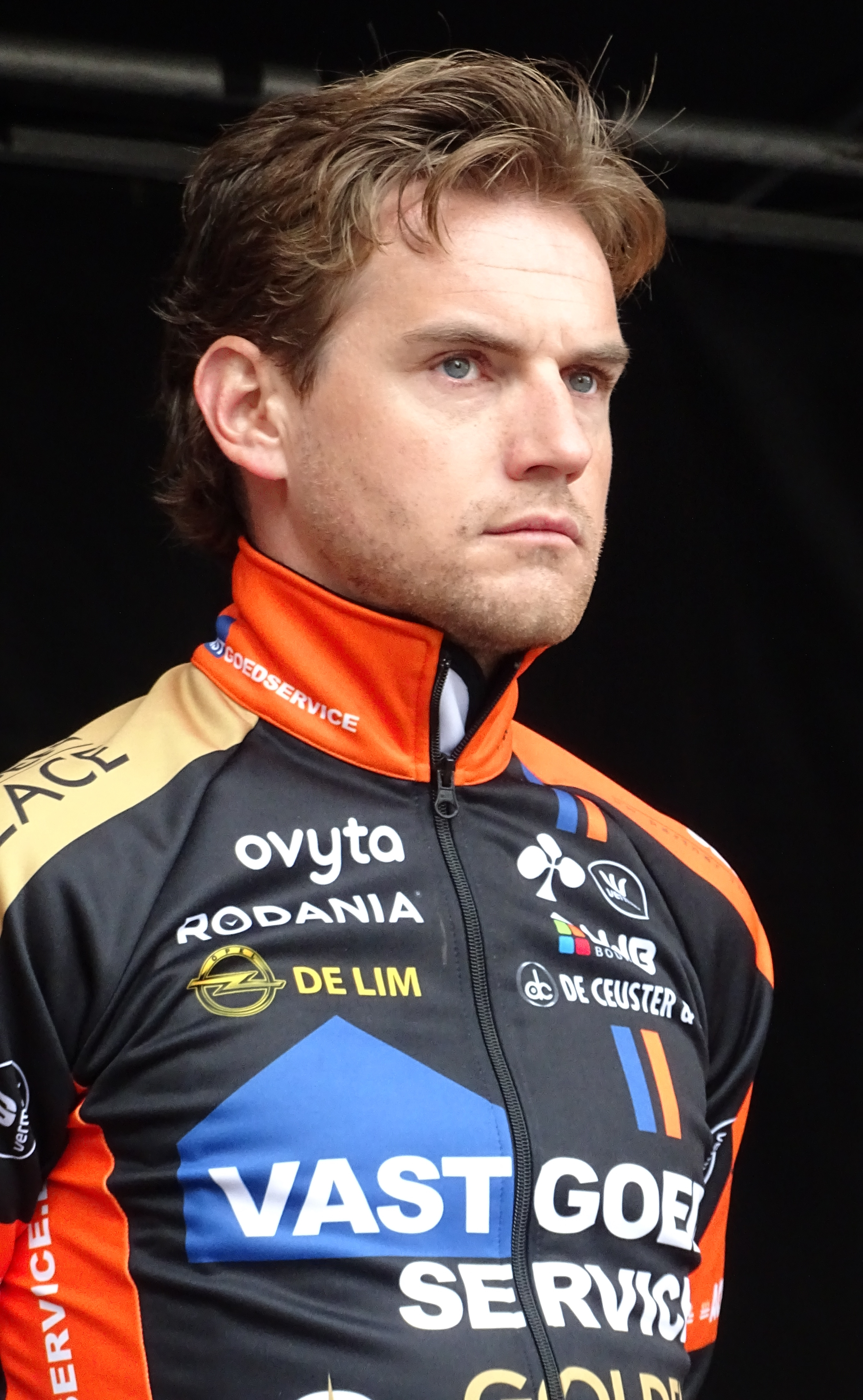
Rob Ruijgh lors de la Course des chats 2015.

Rob Ruijgh fait ses débuts professionnels au Tour du Qatar en février. Ses principaux résultats durant cette première saison sont une troisième place à Binche-Tournai-Binche, une 14e place au Circuit franco-belge, 18e du Tour d'Émilie, 16e de la Semaine cycliste lombarde, 17e du Tour de Murcie, 19e à la Flèche brabançonne.
En 2011, il termine quatrième des Quatre Jours de Dunkerque puis huitième du Grand Prix de Plumelec en mai. Le mois suivant, il prend la 14e place du Critérium du Dauphiné et la sixième place du championnat des Pays-Bas. Il participe en juillet au Tour de France, qu'il termine à la vingtième place,. Son contrat avec Vacansoleil est prolongé jusqu'en 2013.
L'année suivante, Ruijgh subit des chutes lors de la première semaine du Tour de France. Il abandonne lors de l'ascension du col de la Madeleine pendant la 11e étape.
En 2014, après l'arrêt de Vacansoleil, il rejoint l'équipe Vastgoedservice-Golden Palace. Il remporte en solitaire au mois de juin le Mémorial Philippe Van Coningsloo, sa première victoire depuis 2009.
En août 2018, il termine quatorzième du Grand Prix de la ville de Zottegem.

## Palmarès et classements mondiaux

### Palmarès
- 2004
  - Acht van Bladel
  - 2e étape de la Ronde des vallées
  - Giro della Lunigiana :
    - Classement général
    - 2e étape

  - 2e de la Flèche du Brabant flamand
  - 2e de la Ronde des vallées
- 2005
  - 2e étape de l'OZ Wielerweekend
- 2009
  - Romsée-Stavelot-Romsée
  - 1re étape du Tour de Liège

- 2010
  - 3e de Binche-Tournai-Binche
- 2011
  - 2e de la Ruddervoorde Koerse
- 2014
  - Mémorial Philippe Van Coningsloo[14]
- 2015
  - 2e du Tour de Liège
- 2016
  - 5e étape du Tour de Namur
- 2017

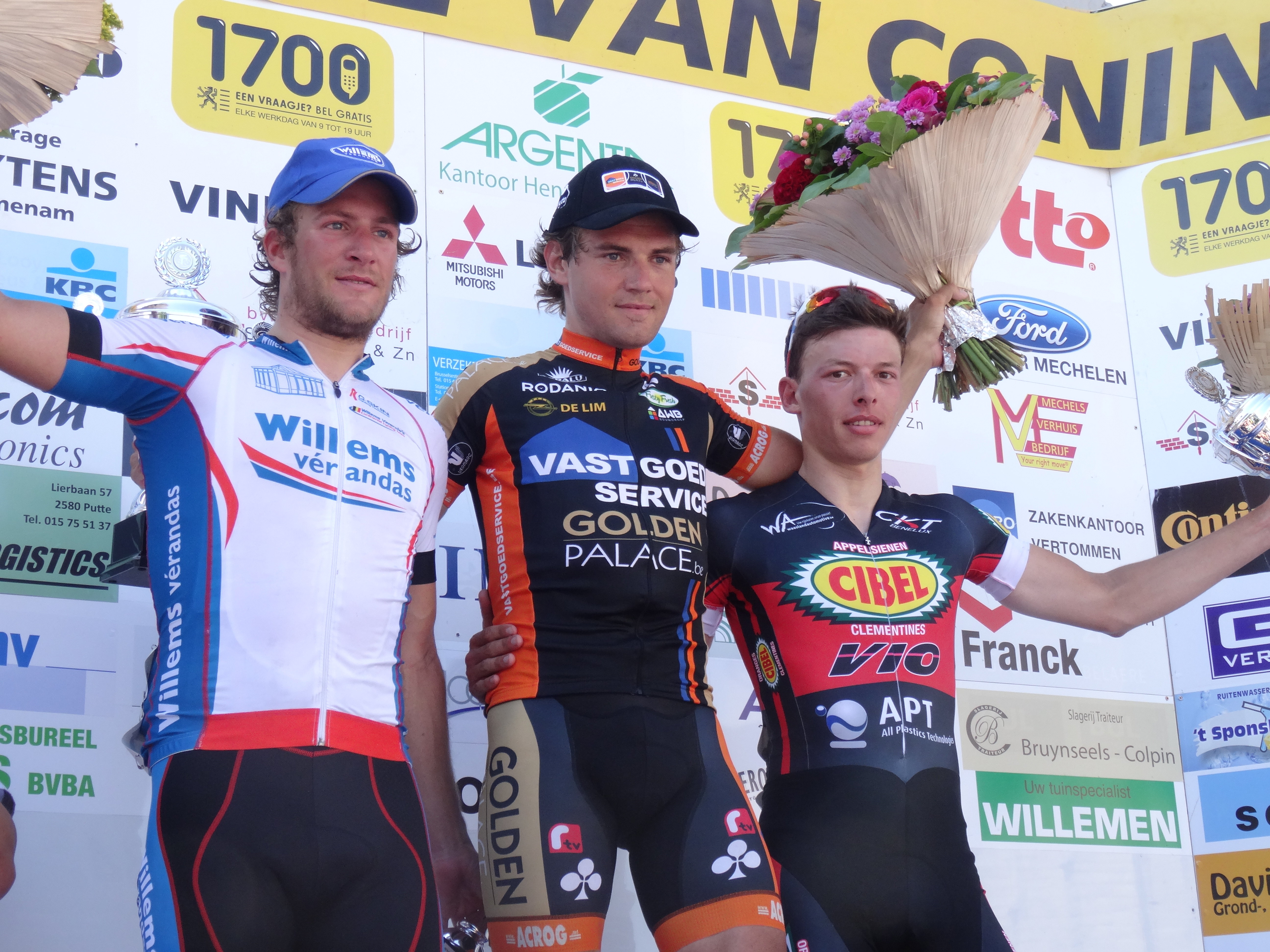
Podium de l'édition 2014 du Mémorial Philippe Van Coningsloo : Nicolas Vereecken (2e), Rob Ruijgh (1er) et Oliver Naesen (3e).

  - Classement général du Tour d'Iran - Azerbaïdjan
  - 2e de la Menen Classic
  - 3e de la Stan Ockers Classic
- 2018
  - 2e de la Coupe Egide Schoeters
  - 2e du Tour de Namur

### Résultats sur les grands tours

#### Tour de France
2 participations
- 2011 : 20e[9],[10]
- 2012 : abandon (11e étape)

#### Tour d'Espagne
1 participation
- 2012 : abandon (17e étape)

#### Tour d'Italie
1 participation
- 2013 : 54e

### Classements mondiaux
| Année                                 | 2005 | 2006 | 2007 | 2008  | 2009 | 2010 | 2011 | 2012 | 2013 | 2014 | 2015 | 2016  | 2017 | 2018  |
| ------------------------------------- | ---- | ---- | ---- | ----- | ---- | ---- | ---- | ---- | ---- | ---- | ---- | ----- | ---- | ----- |
| UCI World Tour                        |      |      |      |       |      |      | 178e | nc   | nc   |      |      | nc    | nc   | nc    |
| Classement mondial                    |      |      |      |       |      |      |      |      |      |      |      | 1741e | 342e | 1284e |
| UCI Europe Tour                       | 940e | 968e | nc   | 1077e | 511e | 415e |      |      |      | 248e | 943e | 1158e | 486e | 795e  |
| UCI Asia Tour                         | nc   | nc   | nc   | nc    | nc   | nc   |      |      |      | nc   | nc   | nc    | 50e  | nc    |
|                                       |      |      |      |       |      |      |      |      |      |      |      |       |      |       |
| Légende : nc = non classéSource : UCI |      |      |      |       |      |      |      |      |      |      |      |       |      |       |